# Catoosa (Oklahoma)
Catoosa ist eine Kleinstadt im US-Bundesstaat Oklahoma. Der Ort gehört sowohl zum Rogers County als auch zum Wagoner County. Das U.S. Census Bureau hat bei der Volkszählung 2020 eine Einwohnerzahl von 7.440 ermittelt. Catoosa liegt 14 Meilen (22 Kilometer) nordöstlich von Tulsa und gehört zum wirtschaftlichen Einzugsgebiet der zweitgrößten Stadt des Staates Oklahoma. Nördlich angrenzend liegt der Tulsa Port of Catoosa, der am weitesten im Inland gelegene Binnenhafen der Vereinigten Staaten. Er verbindet Tulsa über den Arkansas River mit dem Golf von Mexiko. Catoosa liegt unmittelbar an einem gut erhaltenen Teilstück der historischen Route 66.

## Geschichte
Der Name der Stadt ist der Cherokee Sprache entlehnt und wird ursprünglich „Ga-du-si“ oder „Ga-tu-si“ ausgesprochen. Es bedeutet so viel wie "zwischen zwei Bergen" bzw. "auf" oder "in den Bergen". Das Volk der Cherokee besiedelte die Region bis weit in die zweite Hälfte des 19. Jahrhunderts. In den Jahren 1881–82 bauten die Atlantic and Pacific Railroad Eisenbahngesellschaft und schließlich auch die St. Louis and San Francisco Railway Schienenverbindungen nach Catoosa. Der Ort wurde schnell zu einem wichtigen Umschlagplatz für Vieh, das an die Ostküste transportiert wurde.
1883 wurde das Catoosa Post Office eröffnet. Im Jahre 1900 betrug die Einwohnerzahl 241. Es gab zahlreiche Läden, zwei Ärzte, zwei Schmieden, ein Hotel, eine Anwaltskanzlei und zahlreiche Viehhändler. 1911 bekam der Ort eine Bank, eine Mühle, eine Modegeschäft und einen Steinmetz. Es erschienen 3 Zeitungen, der Catoosan, der Catoosa Courier, und der Catoosa Star. Der Kohlebergbau wurde bald ein Hauptwirtschaftsfaktor.
In den 1940er und 1950er Jahren wurden die Reisenden auf der Route 66 zu einer weiteren wichtigen Einnahmequelle. Die Raststation Arrowood Indian Trading Post, ist ein Überbleibsel aus dieser Zeit. 1971 erlebte die Stadt einen Boom durch die Eröffnung des Binnenhafens (Port of Catoosa) durch US-Präsident Richard M. Nixon.

## Der Blaue Wal von Catoosa
In den frühen 1970er Jahren wurde ein weiteres Wahrzeichen an der Route 66 errichtet. Der Blaue Wal (Blue Whale) von Catoosa war Teil eines kleinen privaten Vergnügungsparks, dem Animal and Reptile Kingdom. Ursprünglich hatte der Besitzer den Wal nur als Geschenk für seine Frau gebaut. Aufgrund des großen Interesses entstand daraus ein Freizeitpark. 1988 wurde er geschlossen und der Blue Whale verfiel in einen Dornröschenschlaf. Im Zuge der Route 66-Nostalgie erfuhr er wieder Beachtung und wurde ab 1996 restauriert.

## Bildergalerie

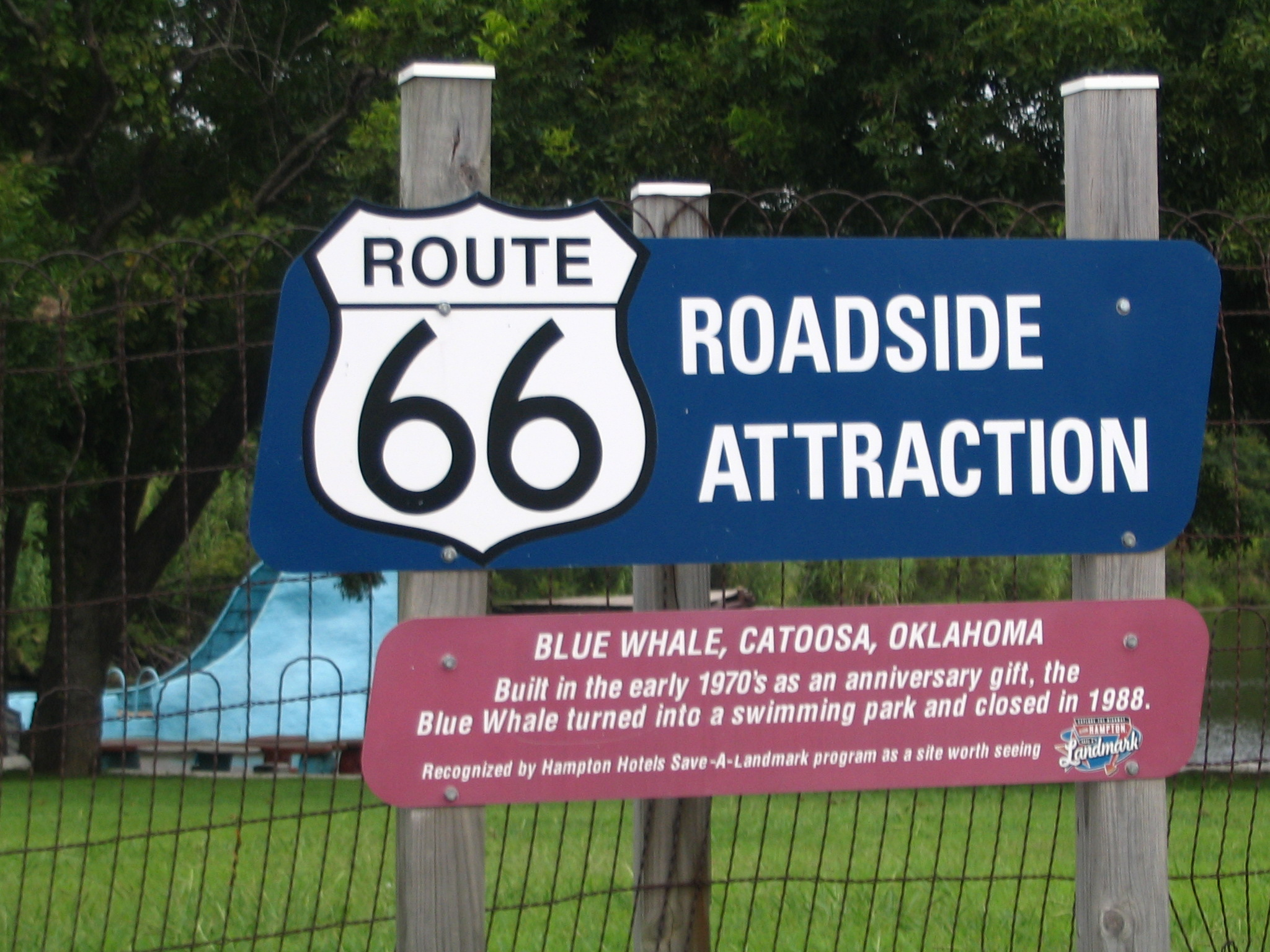
Hinweisschild an der Route 66
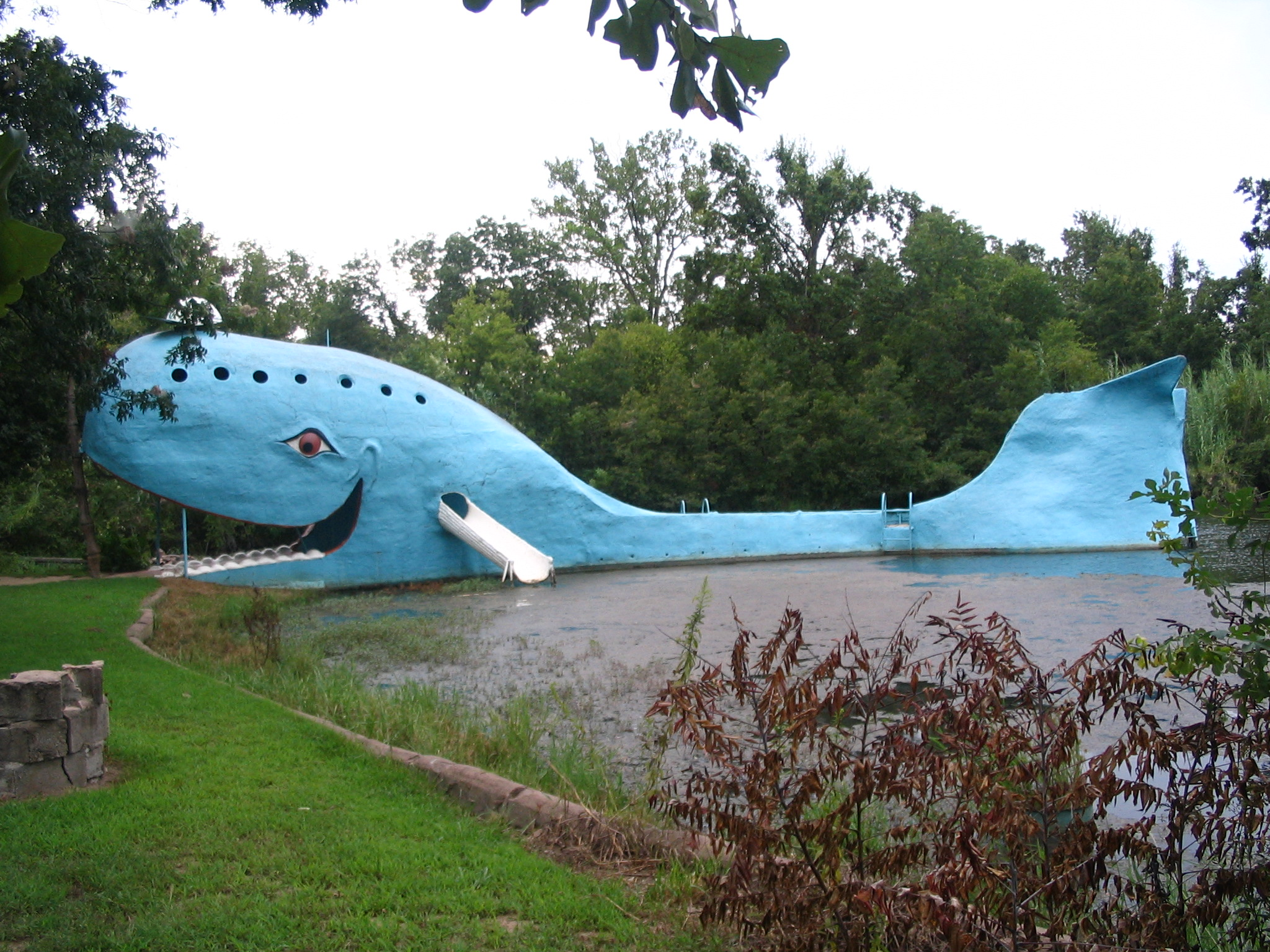
Der Blaue Wal von Catoosa
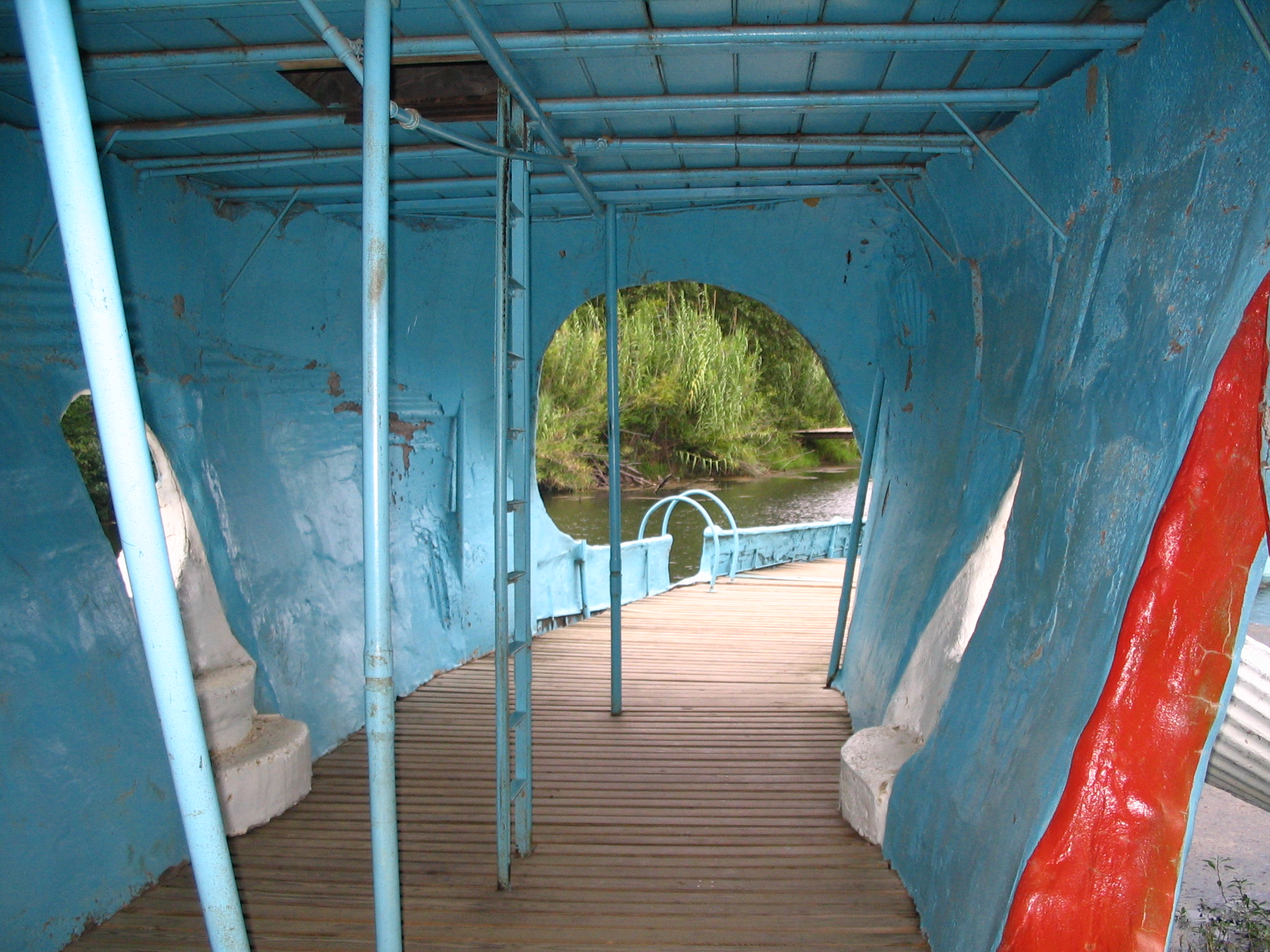
Innenleben des Blauen Wals